# Mastretta Cars

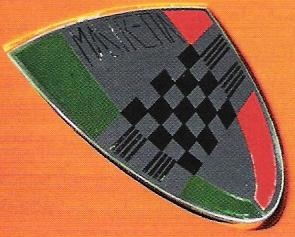
Logo

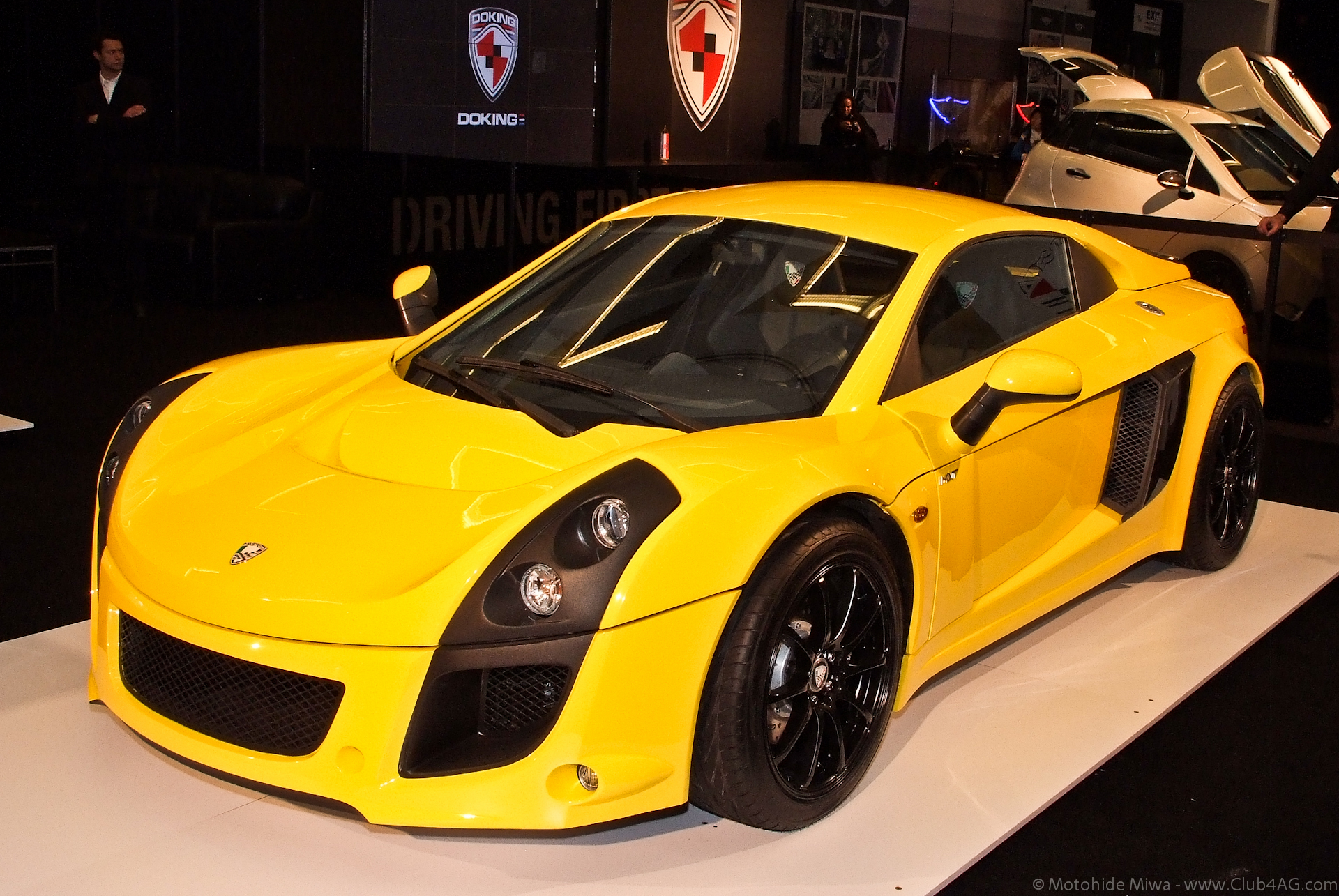
Mastretta MXT

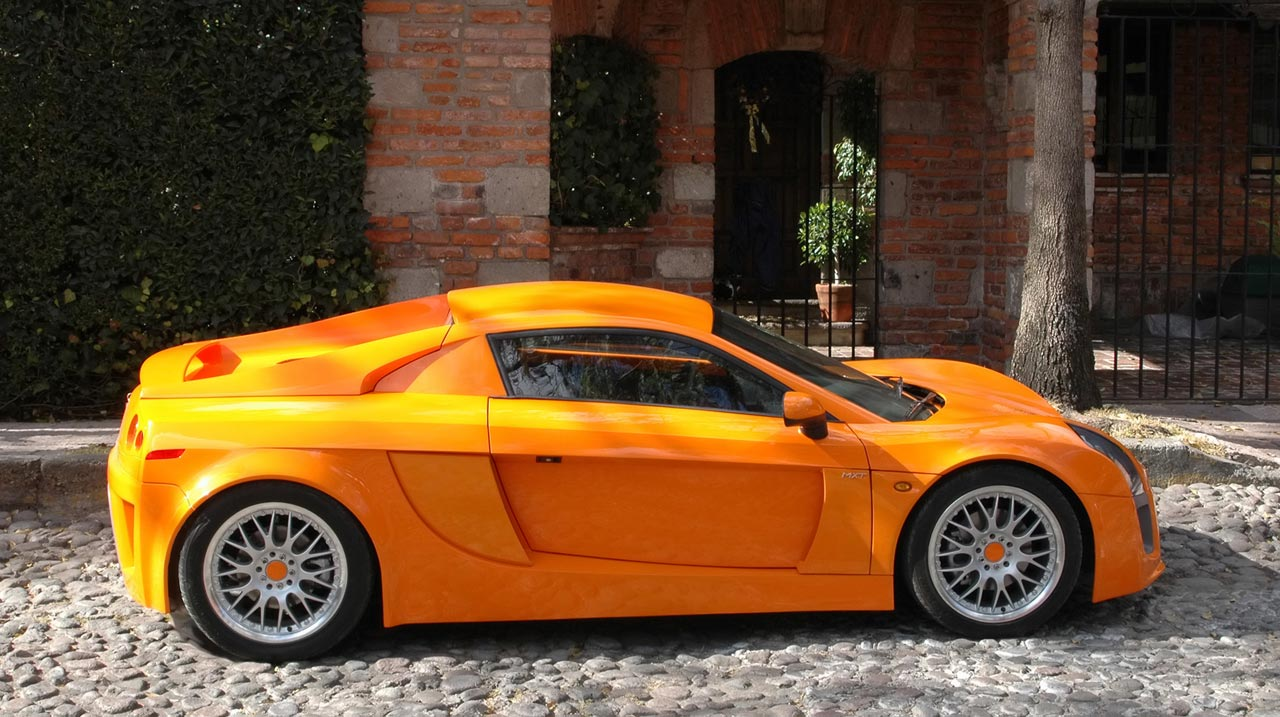
Seitenansicht des Mastretta MXT

Mastretta Cars war ein mexikanischer Automobilhersteller. Die Firmierungen Tecnosport S.A. de C.V., Tecnoidea SA de CV und Mastrettadesign sind ebenfalls überliefert.

## Unternehmensgeschichte
Das Unternehmen wurde 1987 in Mexiko-Stadt gegründet. Die Produktion von Automobilen begann, die als Mastretta vermarktet wurden. Zeitweise wurden die Fahrzeuge von Bonsack Engineering aus Lautrach in Deutschland angeboten. Um 1998 entstanden pro Monat etwa fünf Fahrzeuge. 2014 oder 2015 endete die Produktion.

## Fahrzeuge
Das erste Modell basierte auf einem gekürzten Fahrgestell vom VW Käfer. Darauf wurde eine Karosserie aus Fiberglas montiert. Das Fahrzeug war 373 cm lang. Verschiedene Vierzylinder-Boxermotoren mit 45 PS oder 90 PS Leistung trieben die Fahrzeuge an. Eine andere Quelle nennt – zumindest für den Vertrieb nach Deutschland – einen Vierzylindermotor vom VW Golf mit 1800 cm³ Hubraum und 90 PS Leistung, der im Heck montiert war. Der Preis in Deutschland betrug 1998 etwa 35.000 DM.
Später folgte der Mastretta MXT.